# Rhipidia (Eurhipidia) garruloides
Rhipidia (Eurhipidia) garruloides is een tweevleugelige uit de familie steltmuggen (Limoniidae). De soort komt voor in het Palearctisch gebied.